# Cheopspyramiden

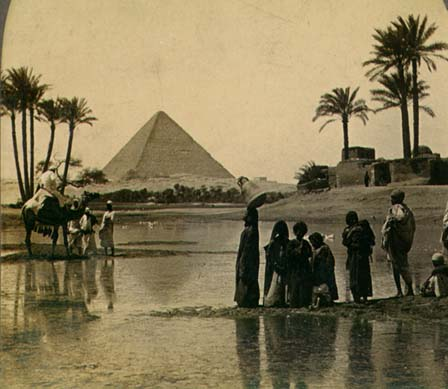
Cheopspyramiden i Giza
Gammalt stereoskopi-kort från 1800-talet

Cheopspyramiden eller Khufupyramiden är den största och äldsta pyramiden på Gizaplatån i utkanten av Kairo i Egypten. Pyramiden byggdes sannolikt under Egyptens fjärde dynastis farao Cheops regenttid (början på 2500-talet f.Kr.) och är med sin nutida höjd på 138 meter den största av alla pyramiderna i Egypten. Den utgör, tillsammans med de intilliggande Chefrens pyramid och Menkauras pyramid samt Sfinxen, några av världens mest berömda byggnadsverk. Pyramiden var ursprungligen täckt av ett slätt yttre lager av vitpolerad kalksten som dock har rasat eller demonterats genom åren. Det finns tre kända större kamrar inuti pyramidstrukturen, den Ofullbordade kammaren i berggrunden under pyramiden samt Konungens kammare och Drottningens kammare. Pyramiden är byggd med en mycket hög geometrisk precision när det gäller till exempel planhet, orientering och dimensioner. Vid Cheopspyramiden finns även tre mindre pyramider för Cheops hustrur samt gravar, mastaba, för adelsmän.
Sedan 1979 är Cheopspyramiden listad av Unesco som kulturellt världsarv.

## Historia
Cheopspyramiden tros vara byggd som gravmonument av och för den egyptiske faraon Khufu (Cheops) omkring år 2600 f.Kr. Det direkt påtagligaste beviset för vem som uppfört pyramiden är hieroglyferna i utrymmet över Konungens kammare där farao Cheops nämns. Pyramiden är den äldsta av det som anses vara Världens sju underverk och även det enda som fortfarande finns kvar. När den byggdes var den världens högsta byggnad med sina 146,7 meter och fortsatte att vara det i över 3 800 år, fram till när Katedralen i Lincoln färdigställdes på 1300-talet och därmed blev den högsta byggnaden i världen. Pyramiden har förlorat 9 meter eller 15 av 215 stenlager av sin ursprungliga höjd på grund av att det yttre täcklagret frigjorts och rasat från sina fästen på grund av ett flertal jordbävningar under medeltiden.
I början på 800-talet öppnades Kungens kammare av kalif Al-Mamun och han hittade en tom sarkofag utan någon mumie eller andra rester efter en begravning. Innan kalifen öppnade kammaren var den hermetiskt tillsluten och hade inga spår efter tidigare öppnande.

## Byggnaden

### Dimensioner

Tvärsnitt av pyramidens innandöme som tydligt visar kamrarna och ingångarnas placering

Pyramidens geometri är uppmätt 1880 av W. M. Flinders Petrie och 1925 av J.H. Cole. Längden på pyramidens sidor vid basen är 230,4 m med en avvikelse på 20 mm mellan bredd och längd (230,26 respektive 230,44 meter). Pyramidens sidor är orienterade mot de fyra väderstrecken med en avvikelse på 00º03‘06“ vilket motsvarar ungefär 1/20 grad. Cheopspyramiden sidor lutar med 51º50’40”±1’05”. Pyramidens nutida höjd är 138 m och dess forna höjd med toppsten inräknat var 146,7 m. Pyramiden är uppförd på ett närmast horisontellt plan, med en maximal höjdskillnad på 15 mm (mellan nordvästra och sydöstra hörnet).
Det har estimerats att Pyramiden består av ca 2,3 miljoner stenblock som vardera väger ca 2,5 ton, men i detalj hur pyramidens kärna är uppbyggd är inte känt, och det är möjligt att dess inre består av mindre stenar och fyllmaterial. De största granitblocken i taket till Konungens kammare uppskattas väga 40 eller 50 ton. Hela  Cheopspyramiden har en uppskattad totalvikt av 5,8 miljoner ton.

### Byggteknik
Den enda samtida källan (från farao Cheops 27:e regeringsår) gällande uppförandet av Cheopspyramiden är Merers dagbok som hittades 2013 vid Wadi al-Jarf. Fyndet är texter på papyrus som i detalj beskriver arbetet för de som jobbade med transporten av kalksten från Tura till uppförandet av pyramiden i Giza. Herodotos har i sina skrifter berättat att pyramidens stenar lyftes stegvis med kranar av trä. Träkranar likt de som Herodotos beskrivit finns avbildade på gravmålningar, så tekniken fanns sannolikt tillgänglig. Dock var trä en bristvara, och det är tveksamt om det fanns tillräckligt med skog för att förse arbetsplatsen med råvara till kranarna.. Diodorus Siculus skriver att ramper användes vid byggnationen. Både Herodotos och Diodorus Siculus texter skrevs mer än 2 000 år efter att Cheopspyramiden stod färdig.
Herodotos etablerade även teorin att Cheopspyramiden byggdes av slavar. Denna teori är dock kraftigt utmanad av de fynd av gravar och boplatser tillhörande hantverkare som hittats i pyramidens närområde. Fynden ger starkt stöd till att pyramiden uppfördes av betald arbetskraft. Sannolikt fanns det en grupp heltidsanställda som förstärktes under sommaren och hösten då Nilen svämmade över.
Den som var praktiskt ansvarig för uppförandet av Cheopspyramiden var Hemiunu, som var Cheops vizier. Hur pyramiden verkligen har byggts och hur lång tid den tagit att uppföra råder det delade meningar om bland historiker. Herodotos skrev att pyramiden uppfördes under 20 år, men det finns även teorier att pyramiden uppförts under tre generationer av faraoner; Cheops, Chefren och Menkaura.
| ”                                          | För uppförandet av själva pyramiden användes en period av tjugo år, och pyramiden är fyrkantig, varje sida mäter åttahundra fot, vilket också är dess höjd. | „ |
| – Herodotos, Volym 2, Euterpe, kapitel 124 | |   |

Sannolikt har stenblocken dragits på stora slädar. För att reducera friktionen har troligen vatten använts för att blöta sanden framför släden. De flesta forskare är överens om att ett system av ramper i någon form har använts, och flera olika hypoteser har presenterats. Att en rak ramp som successivt växt med pyramiden har använts är inte troligt beroende på att rampen skulle bli väldigt lång, och volymen av fyllnadsmaterial till rampen skulle bli lika stor som pyramiden i sig. Det finns inte utrymme för en sådan ramp på Gizaplatån och det finns inga spår av fyllnadsmaterialet. En alternativ teori är att rampen likt en spiral följer pyramidens utsida. En sådan ramp skulle försvåra mätningarna av pyramidens geometri då den täcker stora delar av fasaden. Den franska arkitekten Jean-Pierre Houdin har presenterat en detaljerad teori som bygger på att Cheopspyramiden byggdes med hjälp av en intern spiralformad ramp. Även ingenjören Peter James har en teori som bygger på en intern ramp, och även att pyramiden till stora delar består av fyllnadsmaterial.

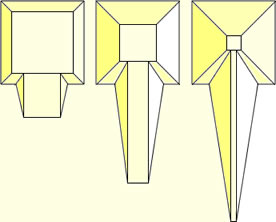
Skiss som visar hur en rak extern ramp kan ha utformats.

I utrymmet över Konungens kammare finns det hieroglyfer som beskriver arbetslag och dess namn. Det är dessa hieroglyfer pekar ut Cheops som regent under tiden för pyramidens uppförande:
| ”                                        | Arbetslaget, Horus Mededu är renaren av de två länderna Arbetslaget, Horus Mededu är renaren Arbetslaget, Cheops skapar kärlek Arbetslaget, Cheops vita krona är mäktig | „ |
| – Text i utrymmet över Konungens kammare | |   |

Den totala arbetsstyrkan för att uppföra Cheopspyramiden har bedömts till i storleksordningen 20 till 40 000 arbetare vid arbetstoppar, och i genomsnitt 15 000 personer.

### Byggmaterialet
Cheopspyramiden är uppförd på massiv tillslätad berggrund och dess fyra hörnblock är försänkta i berget. Pyramiden består av stenblock av kalksten varav de flesta tros ha transporterats från närliggande stenbrott på Gizaplatån. Det yttre lagrets täcksten (av kalksten) bröts från stenbrott vid Tura på andra sidan Nilen. De största stenar som hittats inuti pyramiden är av granit och hittades i Kungens kammare, och har transporterats dit från Assuan, mer än 800 kilometer söderut. Traditionellt bröts sten på den tiden genom att slå in kilar av trä i bergsklippor, därefter blöttes kilarna med vatten, de svällde därmed vilket fick klipporna att spricka och stenblocken kunde brytas loss. Stenblocken transporterades därefter på Nilen till pyramiden. Det beräknas att cirka 5,5 miljoner ton kalksten, 8 000 ton granit (från Assuan) samt 500 000 ton murbruk användes för byggandet av Cheopspyramiden.

### Täcksten

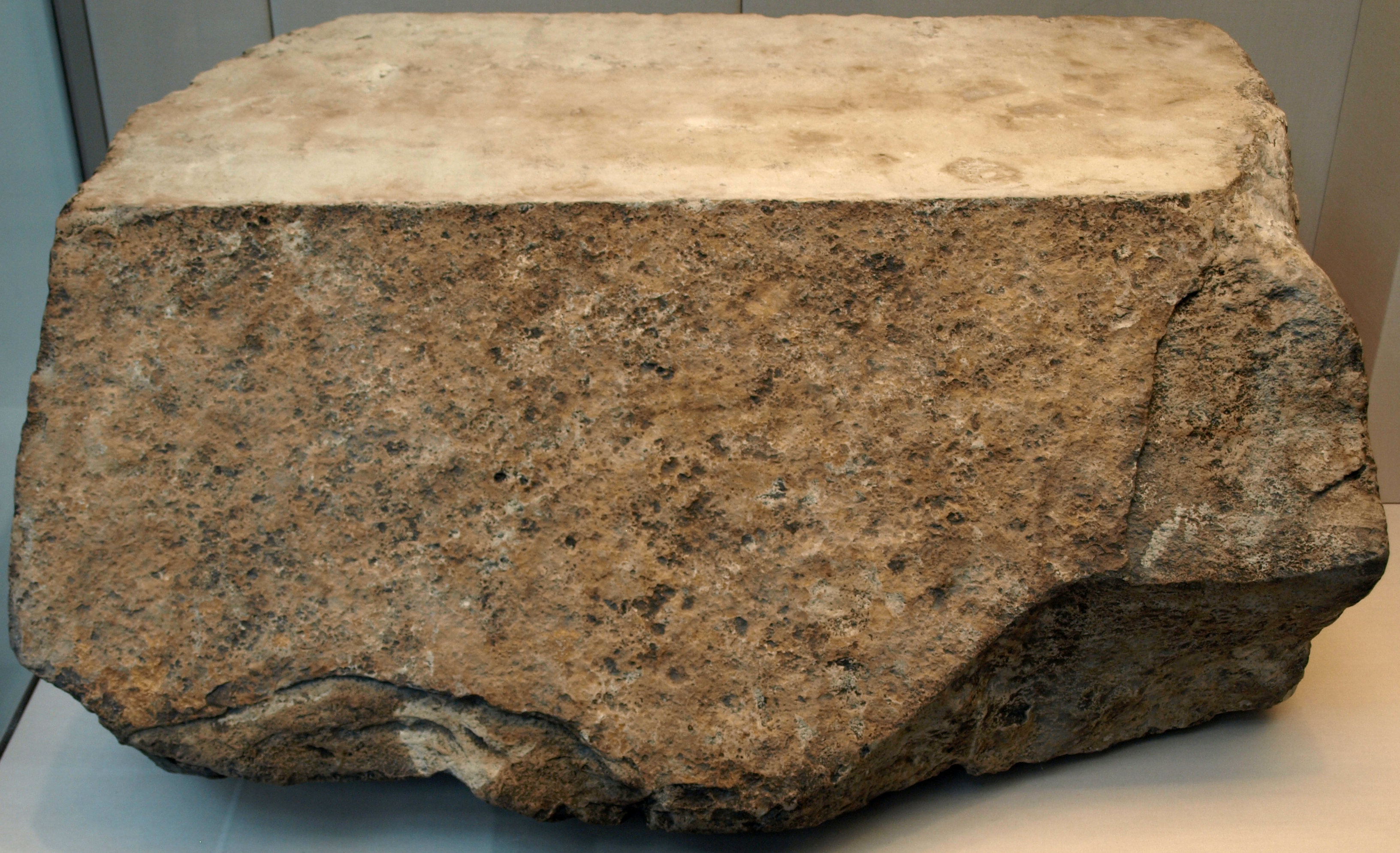
Täcksten från pyramidens ursprungliga yttre lager

Det yttre lager som vi idag ser av pyramiden, var inte det ursprungliga yttre lagret. Pyramiden var ursprungligen täckt av ett slätt yttre lager av täcksten, i form av vitpolerad kalksten från Tura. Det har dock rasat av genom åren. Genom detta har pyramiden förlorat 9 meter eller 15 av 215 stenlager av sin ursprungliga höjd på 146,7 meter, då det yttre täcklagret frigjorts och rasat från sina fästen på grund av flera jordbävningar, främst under medeltiden. De nedrasade täckstenarna har till stor del samlats upp, forslats bort och återanvänts vid byggandet av moskéer och fästningar i det närliggande Kairo. De tidiga utforskarna av pyramiderna hittade dock stora högar av nedfallen täcksten utefter pyramidens sidor, vilka till största delen fraktats bort i samband med utgrävningarna.

## Pyramidens innandöme

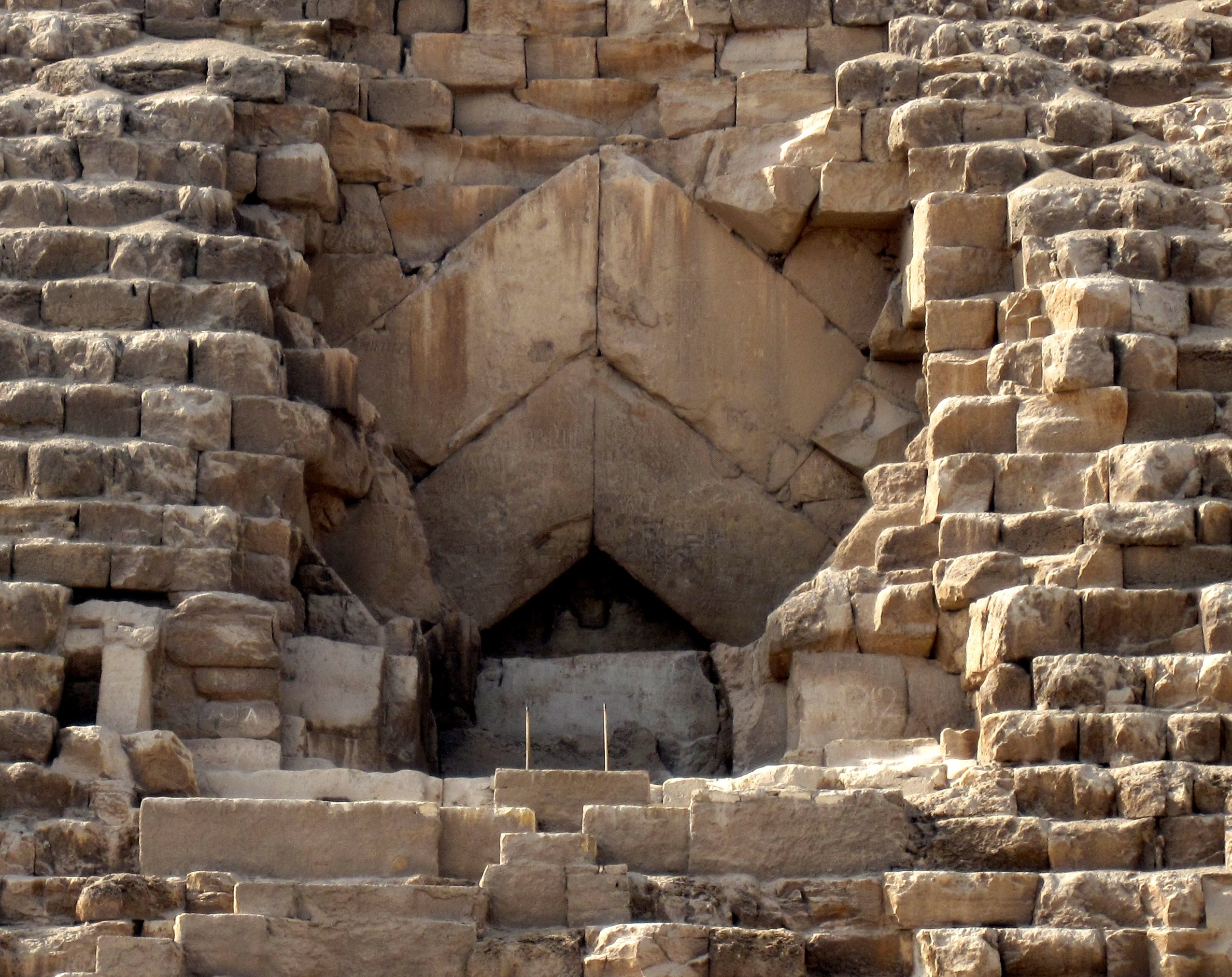
Den ursprungliga ingången med stora snedställda stenar.

Det finns tre kända större kamrar inuti pyramiden. Den lägst belägna, Ofullbordade kammaren, är i den berggrund på vilken pyramiden är byggd, de två övriga, Konungens kammare respektive Drottningens kammare, ligger högre upp i pyramidstrukturen.

### Ingångar
Dagens turister går in i pyramiden via Rånarnas tunnel som ursprungligen skapades av arbetare tillhörande kalif al-Mamun cirka år 820. Tunneln går 27 meter rätt genom pyramidens murverk och svänger därefter skarpt till vänster fram till ett blockerande stenblock i den Uppåtstigande passagen.
Den ursprungliga ingången till pyramiden ligger 17 meter ovan markytan och cirka 7 meter öster om pyramidens vertikala mittlinje. Från denna ingång går en 96 cm hög och 104 centimeter bred nedstigande tunnel i 26° lutning genom murverket ned i berggrunden under pyramiden. Efter 105 meter planar tunneln ut och fortsätter ytterligare 9 meter till en ofullbordad kammare cirka 30 meter under marknivån.

### Konungens kammare

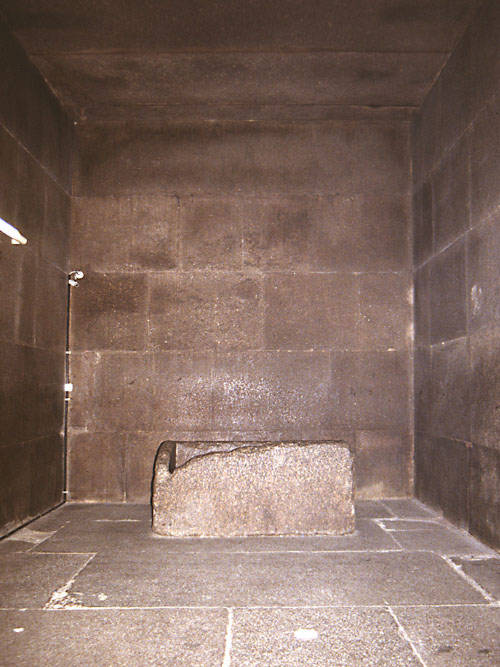
Konungens kammare med Cheops granitsarkofag

Konungens kammare ligger 43,03 meter över marknivån och mäter 10,47 meter från öst till väst och 5,23 meter nord till syd och den har en takhöjd av 5,97 meter. 91 cm över golvet finns det två smala schakt i den norra och södra väggen vilkas exakta funktion är okänd.

### Drottningens kammare
Drottningens kammare ligger exakt halvvägs mellan de norra och södra sidorna av pyramiden och mäter cirka 5,75 meter nord till syd samt 5,23 meter öst till väst. Den har ett spetsigt tak vars högsta punkt är 6,23 meter över golvet.
Även Drottningens kammare har två smala gångar i nordlig och sydlig riktning som först leder horisontellt för att sedan vika av snett uppåt, men dessa gångar leder till skillnad från de i Konungens kammare inte till pyramidens utsida. Gångarnas tvärsnitt mäter ungefär 20 x 20 cm. Båda dessa gångar leder till ett utrymme blockerat av en dörrlik sten som är prydd med två metallobjekt. Efter att med en robot borrat hål genom stenen i det södra schaktet och med kamera inspekterat utrymmet har man funnit ytterligare en sten som blockerar fortsättningen på gången. I det lilla utrymmet mellan de båda stenarna har man även funnit hieroglyfer målade med röd färg.

### Stora galleriet

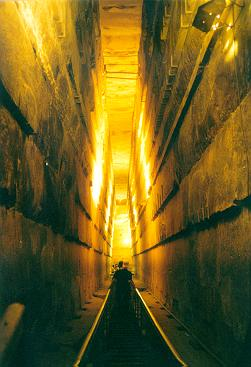
Det Stora galleriet

Det Stora galleriet är en passage som förlänger den Uppstigande passagen och är 8,6 meter i höjd samt 46,68 meter lång och leder fram till Konungens kammare. Vid basen är den 2,06 meter bred men smalnar efter 2,29 meter av cirka 7 centimeter på var sida. Det finns sju sådana avsmalningar så att galleriets bredd vid toppen endast är 1,04 meter.

### Ofullbordade kammaren
Den Ofullbordade kammaren ligger i berggrunden under pyramiden cirka 30 meter under marknivån och mäter 14,06 meter från öst till väst och 8,28 meter nord till syd. Den kunde nås från den ursprungliga ingången på pyramidens ena sida via en 105 meter lång, 96 cm hög och 104 centimeter bred nedstigande tunnel i 26 grader lutning genom murverket.

### Schakt
Huvudartikel: Cheopspyramidens schakt
Från både Konungens och Drottningens kammare utgår schakt i både nordlig och sydlig riktning. Dessa fyra schakt löper inledningsvis ca 2 meter horisontellt innan de viker av snett uppåt. De båda schakten från Konungens kammare går hela vägen till utsidan av pyramiden, medan de båda från Drottningens kammare är blockerade efter ca 64 meter av förslutningsstenar med metallbeslag på. De båda schakten i Drottningens kammare var från början dolda bakom släta stenar integrerade i kammarens vägg, men hittades 1872 av Waynman Dixon.

### North Face Corridor (NFC)
2016 presenterades mätningar som visar att det finns en hålighet (NFC) i utrymmet innanför de stora chevronformade stenarna vid den ursprungliga ingången på norra sidan av pyramiden. Utökade mätningar som presenterades 2023 var att håligheten, som är korridorformad, börjar 0,9 meter bakom chevronen. Korridoren är drygt 9 meter lång, 2 meter bred och drygt 2 meter hög. Utrymmet har kunnat filmas med boroskop och bilderna visar att hela korridoren har ett chevronformat innertak. 

### ScanPyramids Big Void (SP-BV)
2017 presenterades mätningar som visar att det finns ett minst 30 m långt hålrum (SP-BV) med ett tvärsnitt som liknar Stora galleriet rakt över Stora galleriet. Hålrummet finns mellan 50 och 70 m från marknivån.

### Innanför nordöstra kanten
Precis innanför pyramidens nordöstra kant 83 meter över marknivå finns ett 9 kvm stort rum som sträcker sig ungefär 6 meter in i pyramiden. Mätningar utförda 2016 visar att det även 105 meter över marknivå finns en sluten hålighet med liknande volym innanför nordöstra kanten.

## Bildgalleri

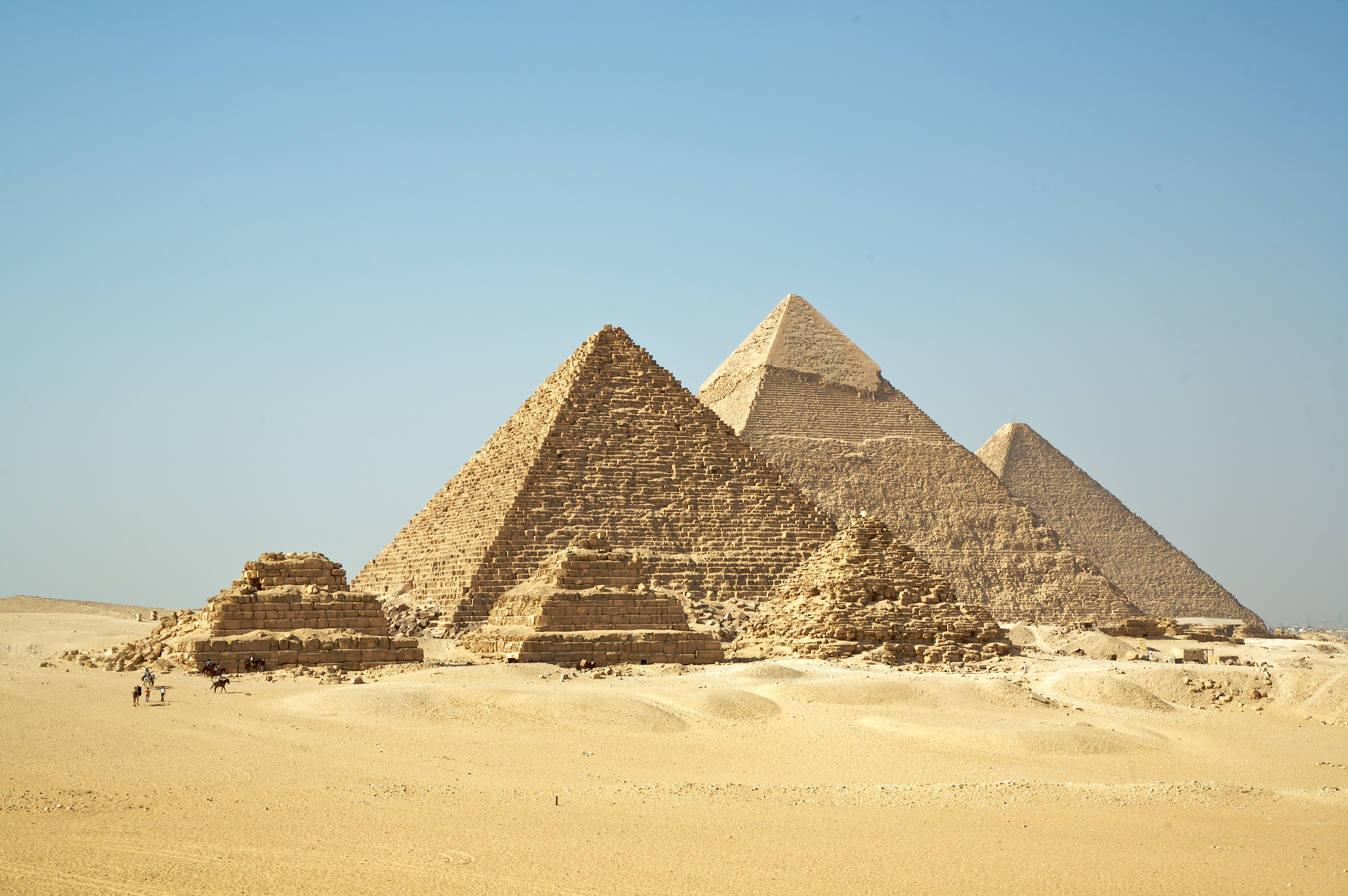
Pyramiderna i Giza, främst är Menkauras pyramid, därefter Chefrens och längst bort, Cheops
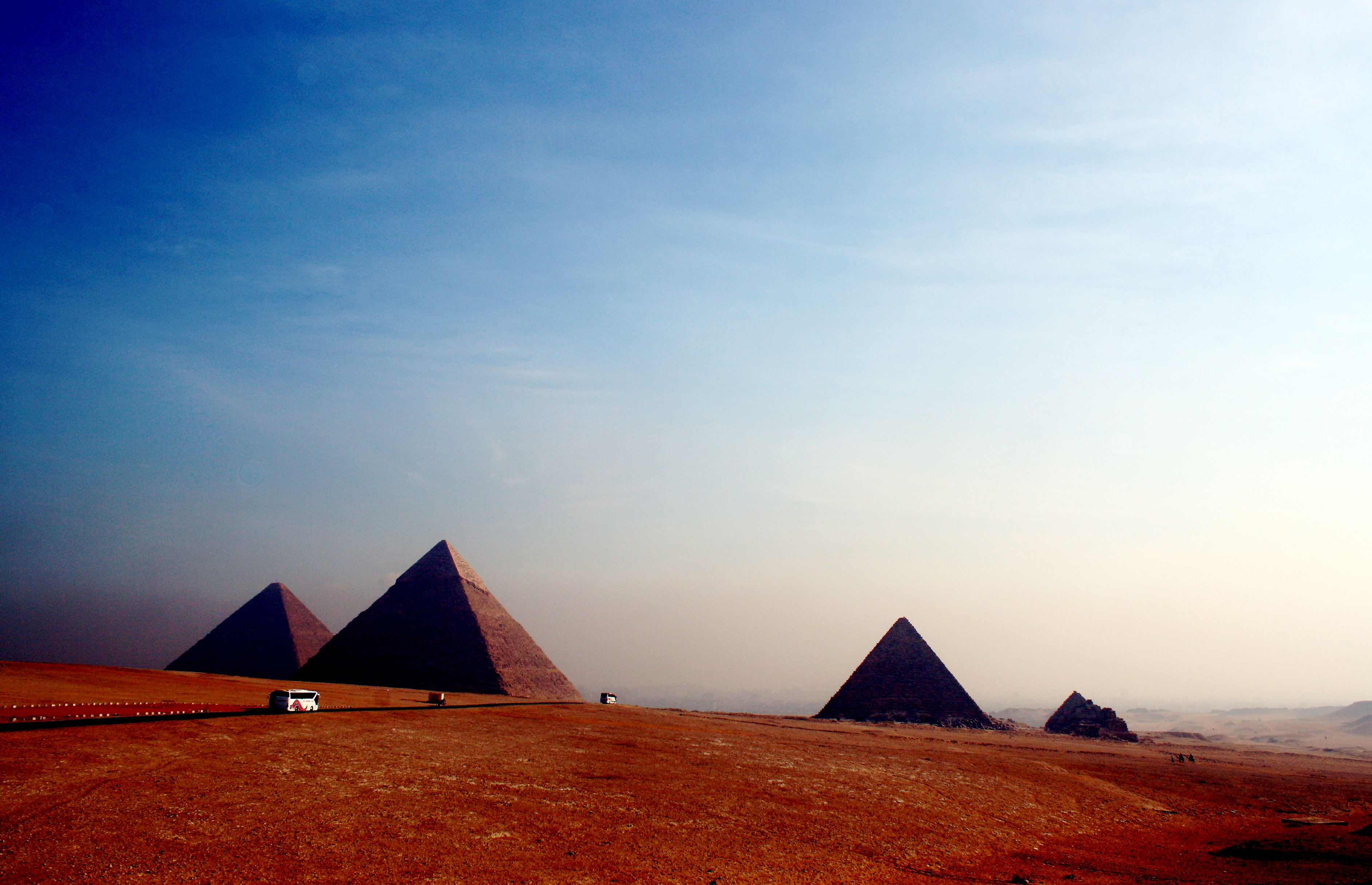
Pyramiderna i Giza, Cheops längst till vänster
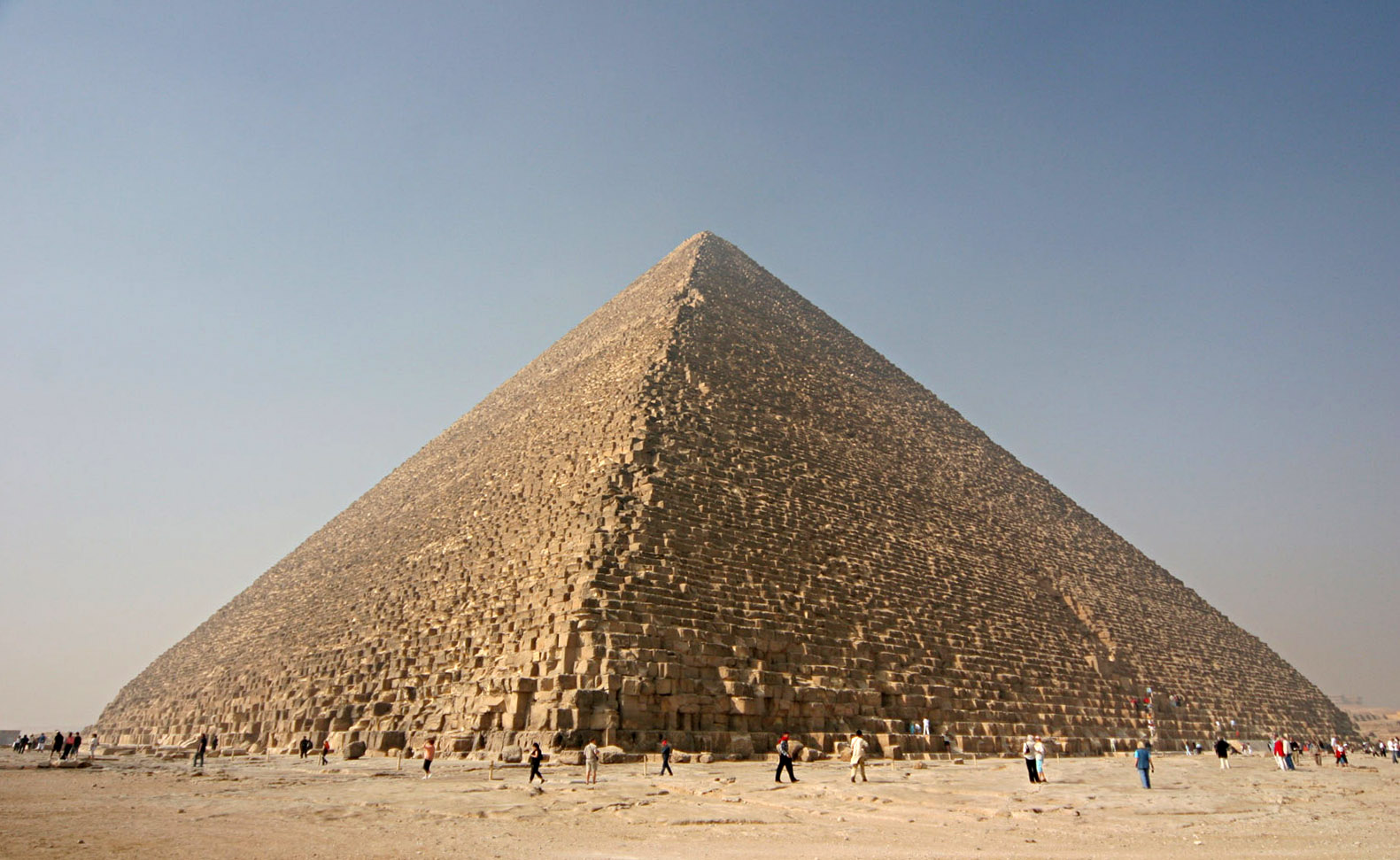
Cheopspyramiden
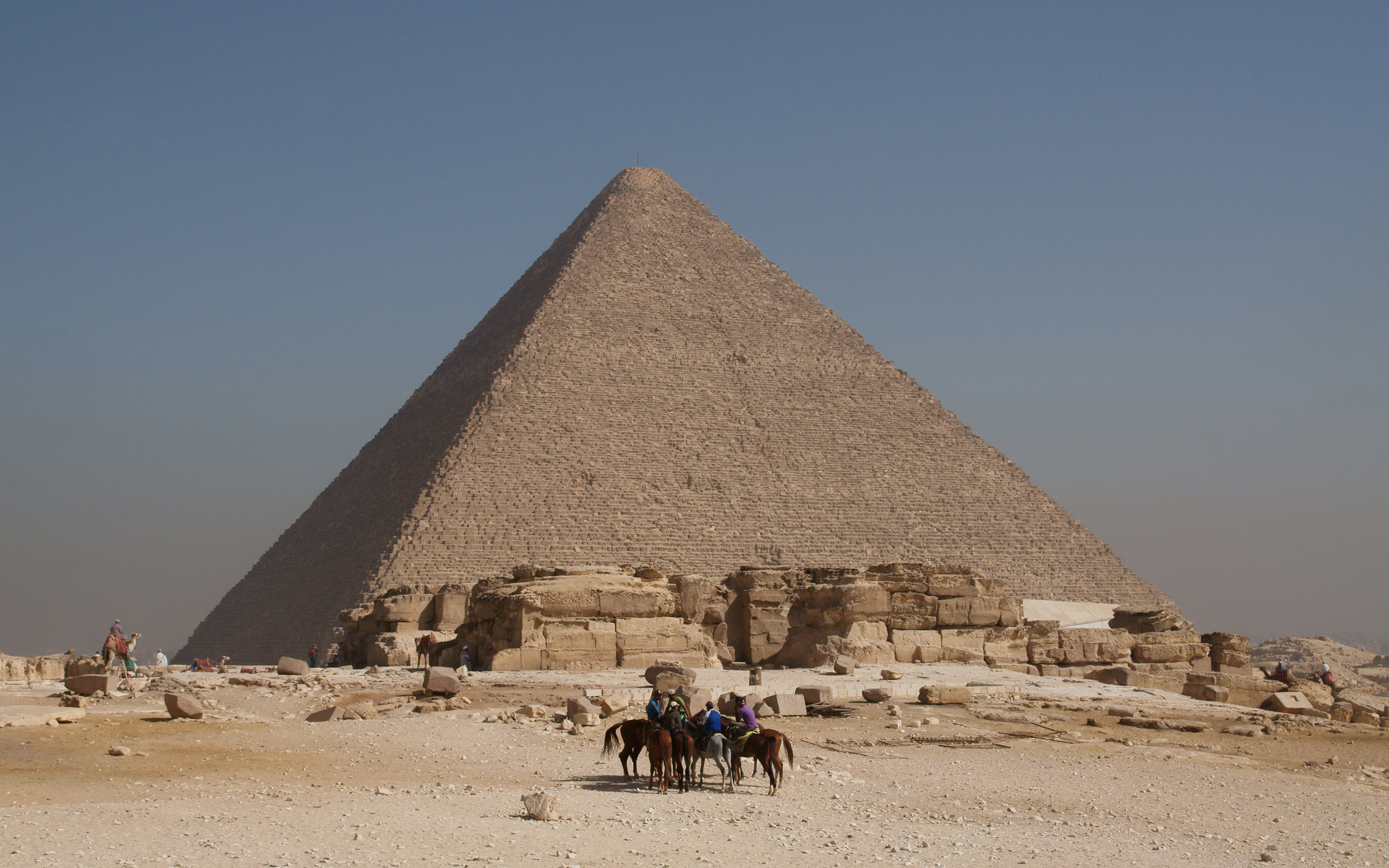
Cheopspyramiden
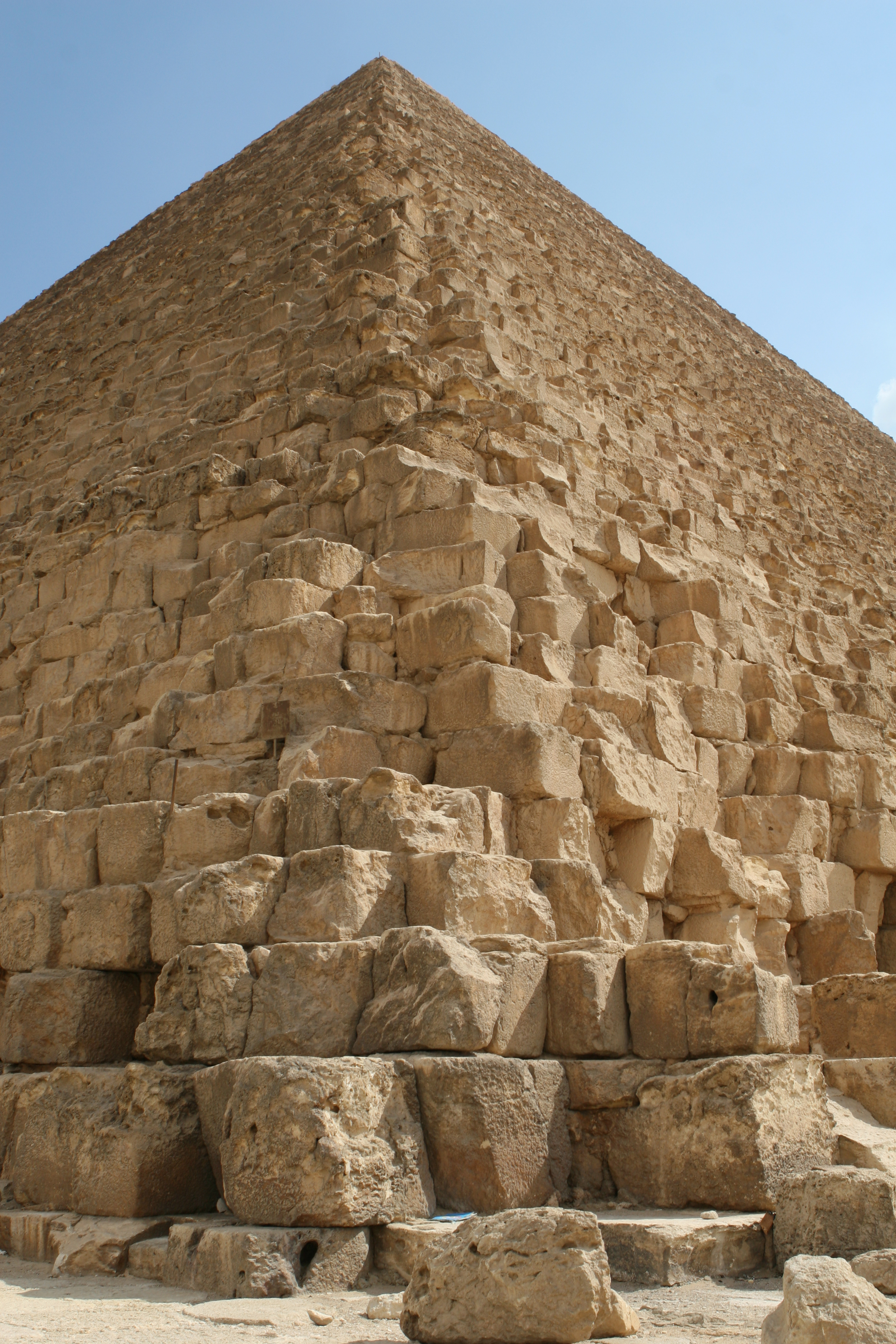
Närbild av pyramiden
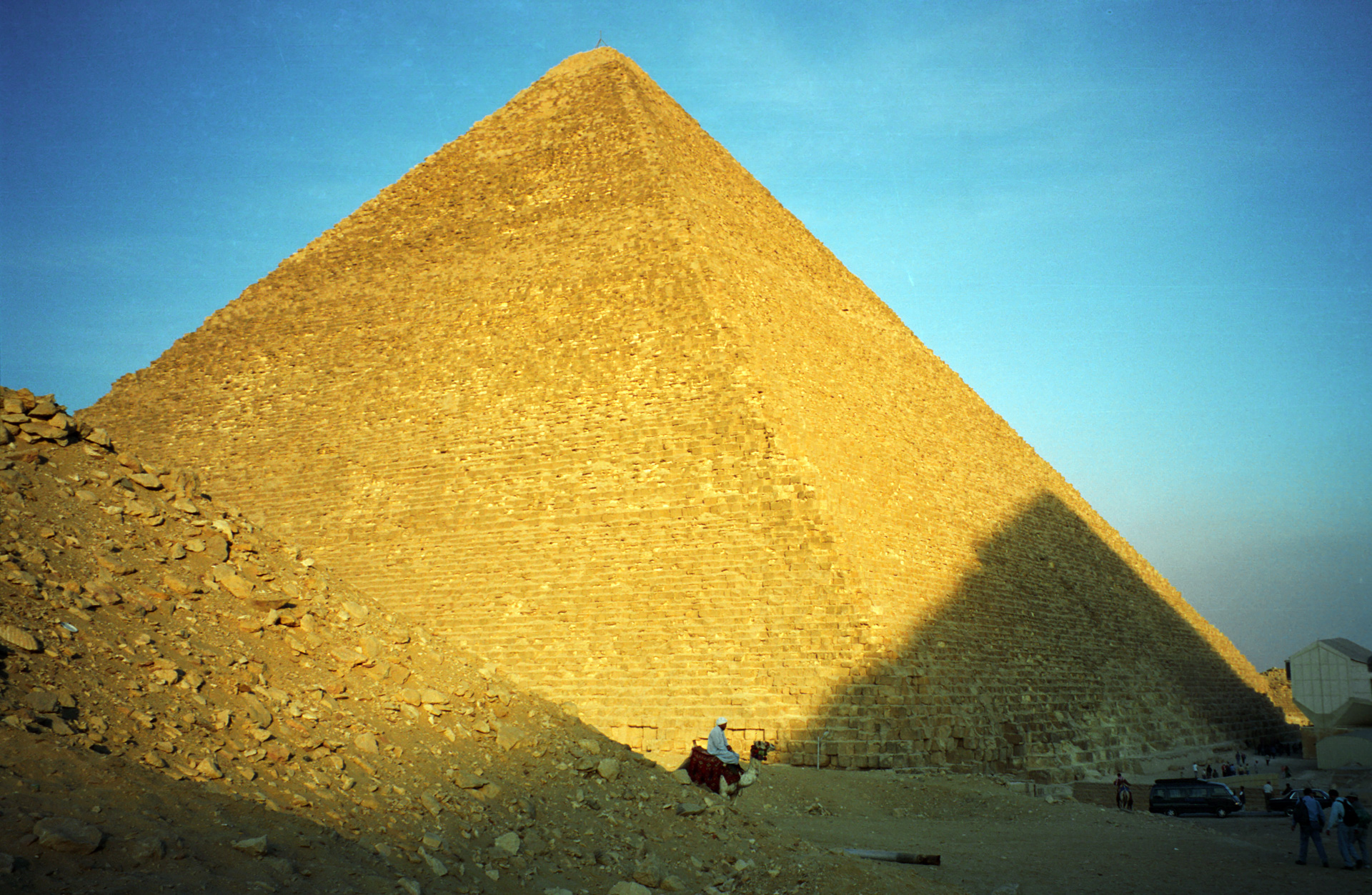
Närbild av Cheops
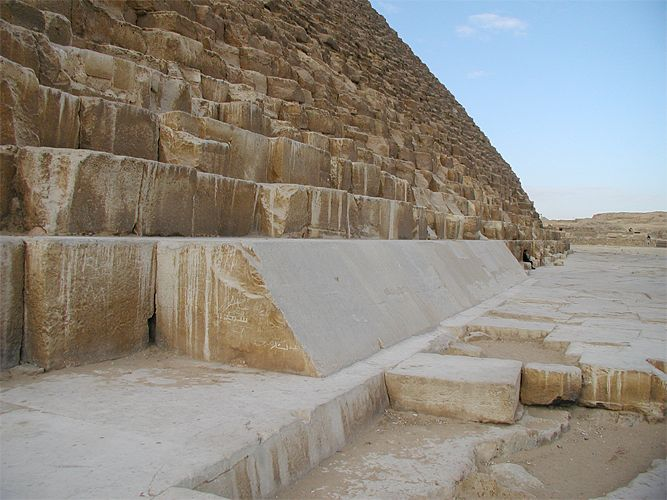
Nedersta lagret av de ursprungliga täckstenarna av kalksten (från pyramidens norra sida)
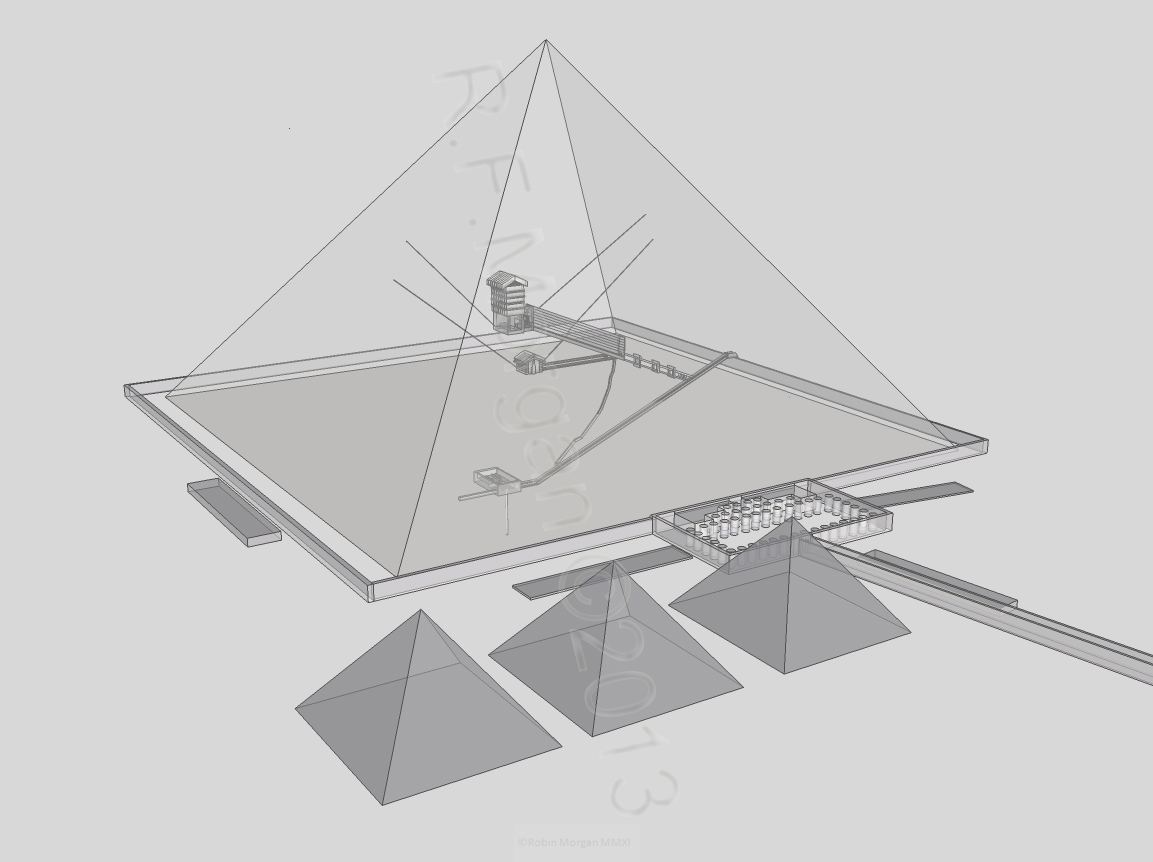
En tredimensionell modell av Cheops pyramid sedd från sydost.
Karta över Gizaplatån som markerar Cheops pyramid (Pyramid of Khufu)
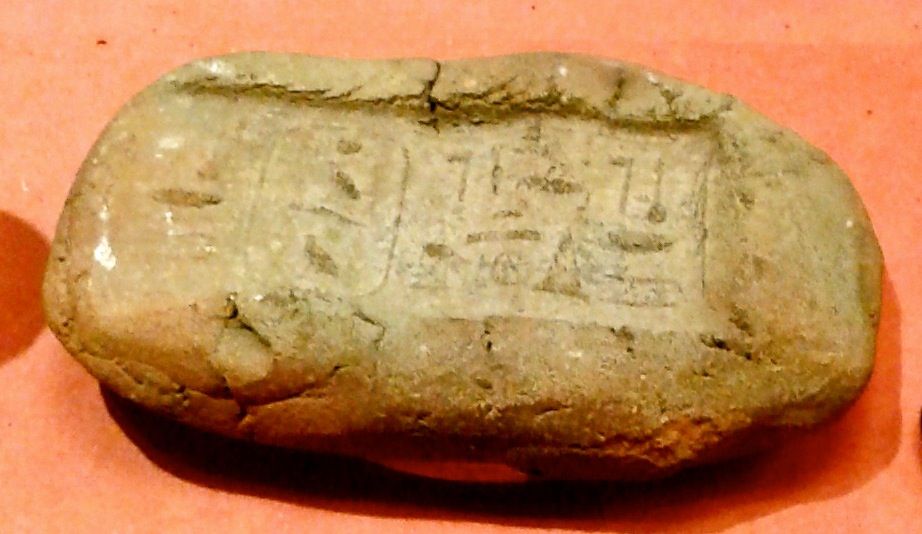
Sigill av lera från pyramiden med Cheops namn
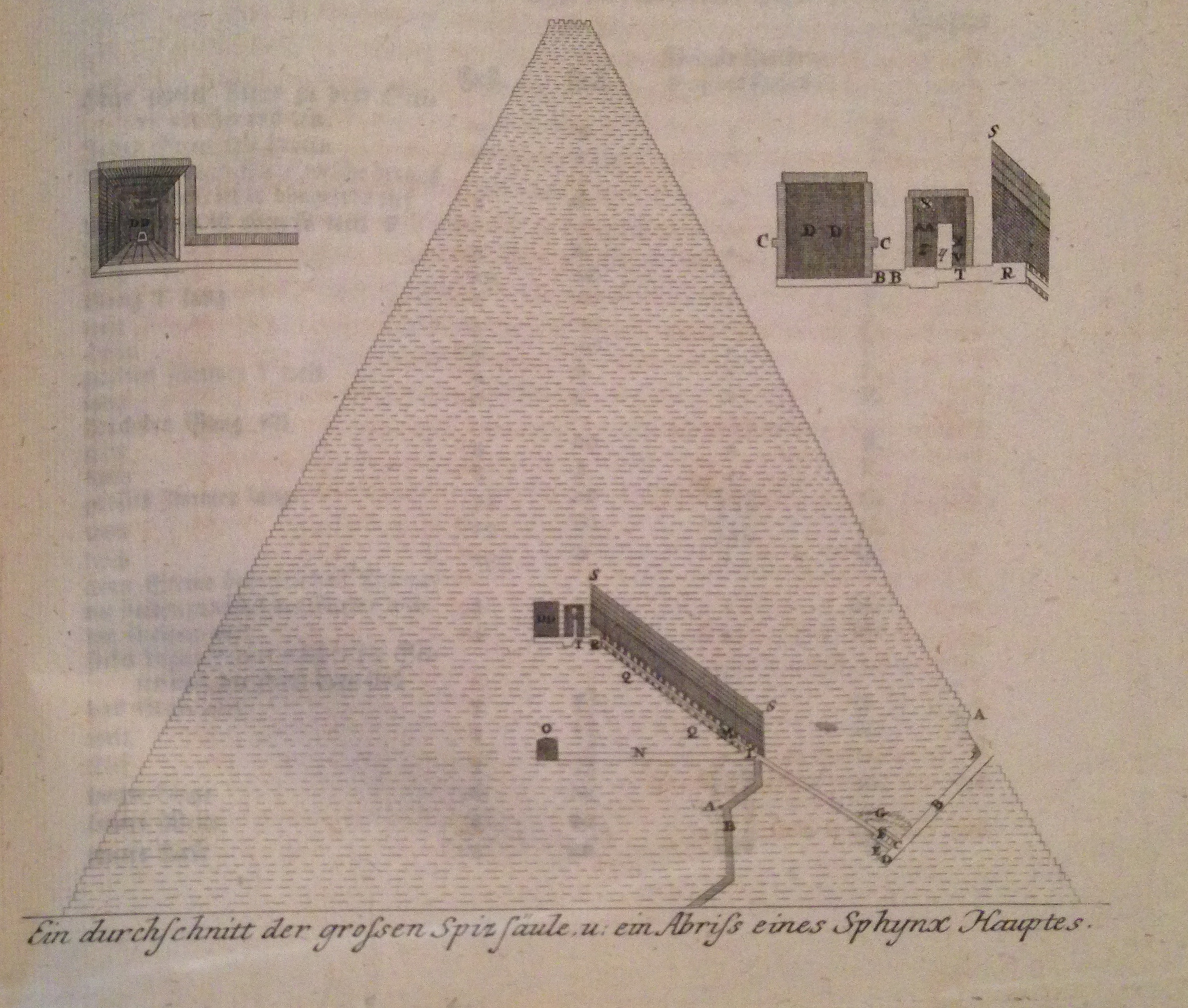
Richard Pocockes skiss av Cheopspyramiden från 1754